# Azizija džamija (Brčko)
Azizija džamija je džamija koja se nalazi u mjestu Brezovu Polje pokraj Brčkog. 

## Povijest
Krajem 1862. godine počelo je organizirano iseljavanje Bošnjaka iz Srbije. Veliki broj izbjeglica dolazi u Bosnu, najvećim dijelom uz južnu obalu Save (Brčko, Bijeljina, Bosanski Brod, Bosanska Kostajnica itd.). Izgrađena su i dva nova naselja na Savi, Gornja i Donja Azizija (po sultanu  Abdul Azizu), današnji Bosanski Šamac i Orašje. Pet Azizija je tada sagrađeno i to u Orašju, Bosanskom Šamcu, Bosanskoj Kostajnici, Orahovu i Brezovom Polju, a brezopoljska se potpuno izdvaja od svih drugih džamija. Brezopoljska Azizija je podignuta 1862. sredstvima iz carskog trezora. Naziv nosi prema tadašnjem sultanu, Abdul Azizu.
U listopadu 1943. godine Azizija džamija je bila gotovo uništena. Zapaljena je 6. na 7. siječnja 1993. godine, a potom je u potpunosti srušena miniranjem 21. svibnja 1993. tijekom rata u Bosni i Hercegovini. Povratkom u rodno mjesto Brezopoljci su 2002. godine raščistili ruševine i otkopali originalne temelje Azizije džamije. Od 2005. godine trajale su aktivnosti na obnovi ove džamije. Vlada Brčko distrikta je u obnovu, koja je završena 2016., uložila 1.650.000 KM, dok su džematlije i drugi donatori prikupili oko 300.000 KM. Obnovljena je u svom autentičnom izgledu. Smještena je oko 14 km istočno od središta Brčkog, na putu Brčko – Bijeljina, u naselju Brezovo Polje, u Savskoj ulici.
Azizija džamija je jedina džamija u Bosni i Hercegovini izgrađena u baroknom stilu, s besprijekornom simetrijom. Na izgled džamije nije utjecao isključivo osmanski barok (u Osmanskom Carstvu barokni period traje od 1757. do 1808. godine), već i zakašnjeli utjecaji baroka iz Austrije i Mađarske.
Nad središnjim dijelom je kupola, koja leži na osmougaonom tamburu, s natkrivenim sofama i kamenom minaretom. Dimenzije su 14,50 m x 18,50 m. Na tamburu je osam prozora. Visina džamije, mjerena od poda džamije do vrha tjemena kupole iznosi 17 m.
Uz Aziziju džamiju nalazi se mezarje s većim brojem nišana koji datiraju počev od kraja 19. stoljeća. Među njima se svojom veličinom i obradom ističe nišan Mustafe-age Hadžegrića, prognanika iz Šapca, datiran 26. rujna 1902. godine.
Komisija za očuvanje nacionalnih spomenika svojom odlukom svrstala je Aziziju džamiju među najmonumentalnije objekte islamske arhitekture u Bosni i Hercegovini. Na osnovu te odluke, Vlada  Brčko distrikta BiH osigurala je sve mjere za zaštitu i konzervaciju džamije, kao i sredstva za izradu potrebne tehničke dokumentacije i izgradnju Azizije džamije.

## Vanjske povezice
Svečano otvorena Azizija džamija u Brezovom Polju